# Urszulin (Ryki)
Pour les articles homonymes, voir Urszulin.
Urszulin (prononciation [urˈʂulin]) est un village de la gmina de Nowodwór du powiat de Ryki dans la voïvodie de Lublin, situé dans l'est de la Pologne.
Il se situe à environ 14 kilomètres au nord-est de Ryki (siège du powiat) et 58 kilomètres au nord-ouest de Lublin (capitale de la voïvodie).
Le village comptait approximativement une population de 131 habitants en 2009.

## Histoire
De 1975 à 1998, le village est attaché administrativement à la voïvodie de Siedlce.
Depuis 1999, il fait partie de la nouvelle voïvodie de Lublin.